# Francisco Gutiérrez Arribas

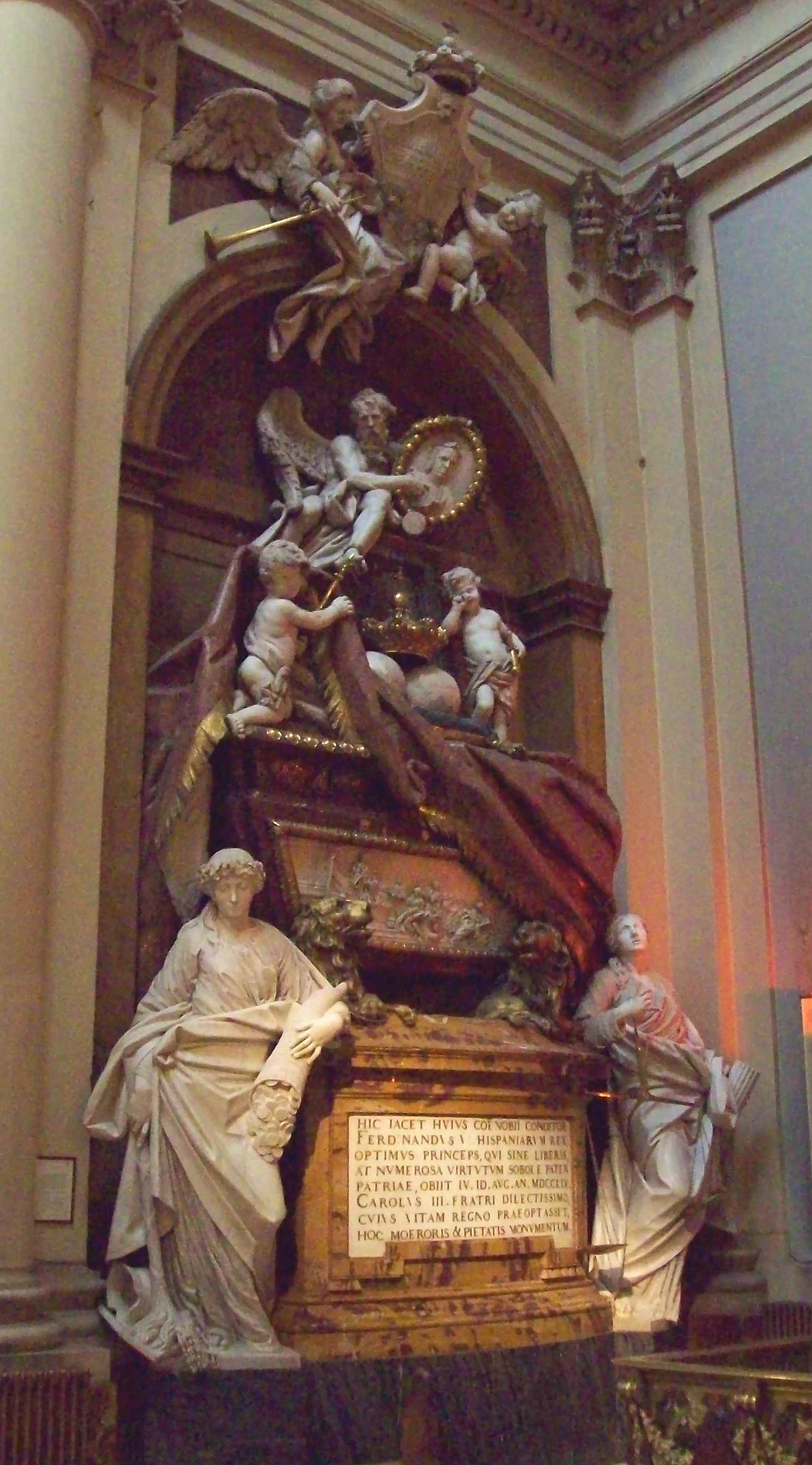
Mausoleo de Fernando VI, Madrid, Iglesia de Santa Bárbara

Francisco Gutiérrez Arribas (San Vicente de Arévalo, 1724-Madrid, 13 de septiembre de 1782) fue un escultor español.

## Biografía
Sus obras de juventud fueron todas de naturaleza religiosa, principalmente imágenes de santos, que no destacan de modo particular. En 1741 ingresa en el taller de Luis Salvador Carmona, en Madrid. En 1746 obtuvo una pensión de la Real Academia de Bellas Artes de San Fernando para estudiar en Roma, donde estuvo expuesto al arte clásico y esculturas monumentales.
Tras regresar a Madrid en 1761, se centró en la creación de obras profanas; cabe destacar una estatua de la diosa Cibeles para la fuente en la plaza homónima, o numerosas figuras para la Puerta de San Vicente y la de Alcalá y, en esta última obra, realiza un escudo de los Borbones.
Entre sus otros proyectos, participó en la creación del mausoleo para el rey Fernando VI en la Iglesia de santa Bárbara, y proporcionó las figuras alegóricas que representan Abundancia, Justicia y Tiempo, así como algunos putti decorativos. Las obras, muy armoniosas y realizadas con material precioso, se caracterizaron por una composición piramidal con un movimiento en zigzag en la que las figuras alegóricas se integran en pleno respeto de la perspectiva barroca romana.
Nombrado académico de mérito de la Academia de San Fernando en 1757, en 1767 ocupó plaza de teniente director.
Está considerado como uno de los más destacados autores del Neoclasicismo en España, uniendo en su estilo los recuerdos de la estatuaria clásica grecorromana con claras influencias del barroco clasicista francés, que se había puesto de moda con la instauración de la dinastía Borbón en el trono español.

## Obras

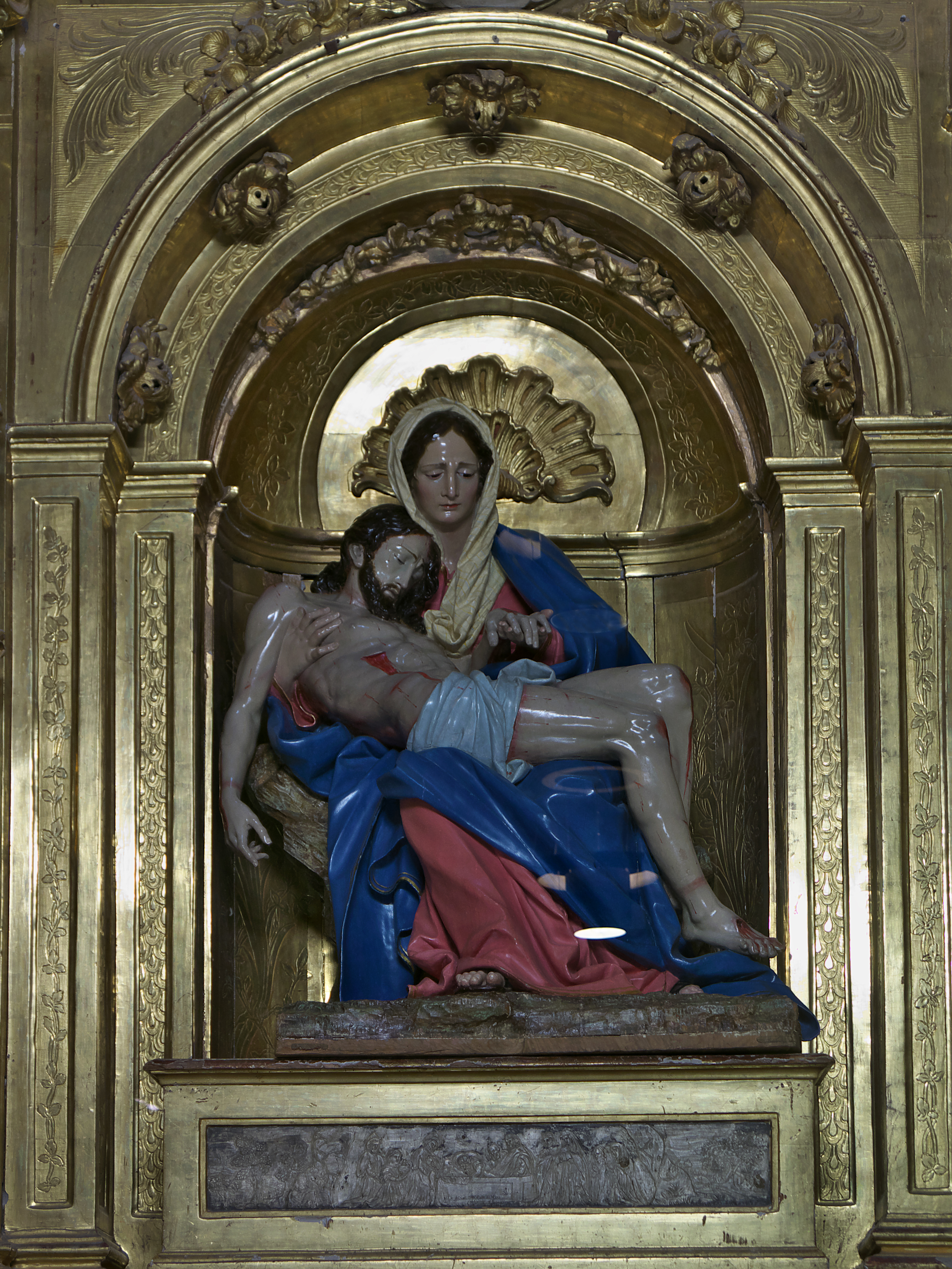
Piedad (c. 1775), Catedral de Tarazona

- Figura de la diosa Cibeles, para la Fuente de Cibeles de Madrid.
- Monumento funerario de Fernando VI, en la Iglesia de santa Bárbara de Madrid (parte del antiguo Convento de las Salesas Reales), sobre el diseño de Sabatini.
- Figuras de las Virtudes Cardinales, en la Puerta de Alcalá, Madrid.
- Las cuatro fuentes del Paseo del Prado, en Madrid (1781), junto a Roberto Michel y Alfonso Giraldo Bergaz, y según el proyecto de Ventura Rodríguez. También se le atribuyen las cuatro Fuentes de las Delicias, al parecer también gemelas y parcialmente desaparecidas, que se colocaron al otro lado de la Plaza del Emperador Carlos V.[2][3]
- Sepulcro de san Pedro de Alcántara, en Arenas de San Pedro.
- Piedad (c. 1775), en la Catedral de Tarazona.
- Santo Domingo de Guzmán y san Pedro de Alcántara, catedral de El Burgo de Osma.
- Alegoría de la Fundación de la Academia (1764) bajorrelieve de yeso patinado en dorado, Real Academia de Bellas Artes de San Fernando.[4] Modelo para el relieve del sepulcro de Fernando VI.